# 윌 던킨
윌리엄 루퍼트 제임스 던킨(중국어: 沈子貴 선쯔구이[*], 2000년 12월 26일 ~ )은 잉글랜드 출생 중화 타이베이의 축구 선수로 포지션은 공격형 미드필더이며 현재 선전 FC와 중화 타이베이 축구 국가대표팀에서 활약하고 있다.

## 경력
옥스퍼드에서 영국인 아버지와 대만인 어머니 사이에서 태어나 이튼 칼리지에 입학하였고 15살의 어린 나이에 학교 대표의 주전 선수로 활동하였으며 또한 잉글랜드의 연령대별(U-14, U-15, U-16) 대표팀으로 활동하였다. 9살이 되던 해 바닛 FC의 유소년 팀에 스카우트되었고 11살이 되던 해에는 첼시 FC의 유소년팀과 계약을 맺었고 이후 첼시 유소년팀에서 5년동안 활동했으며 특히 맨체스터 시티와의 프리미어리그 U-15 결승전에서 결승골을 뽑아내며 팀의 우승을 이끌었다.. 그 후 2017년 2월 크리스털 팰리스의 유소년 팀으로 이적하여 2019년까지 활동했고 2019년 노르웨이 엘리테세리엔의 스타베크 포트발로 전격 이적했다.

## 국제 대회 경력
2017년 10월, 대만의 게리 화이트 감독은 팀의 경기력 향상을 위해 대만 혈통을 가진 유럽 선수들의 자료를 수집하기 시작하였고, 로스 카운티의 미드필더인 팀 차우와 함께 발굴되었다. 11월에는, 대만 U-19 훈련 도중 뛰어난 두각을 드러내어 성인 대표팀으로 승격되었다. 그는 경기 85분 경 교체되어 데뷔 경기를 치렀으나 그의 출전에도 불구하고 투르크메니스탄과의 경기에서 패배하는 것을 막지 못했고, 결국 아시안컵에서 탈락하였다. 그는 2017년 CTFA 국제 대회에 참가하기 위해 국가대표팀에 다시 소집되었다. 그가 3경기 모두 벤치에서 모습을 드러낼 때 많은 환호와 찬사를 받았고 그에 부응하듯이 좋은 성적을 보여주었다. 이에 힘입어 대만 대표팀은 3연승을 거두며 CTFA 국제 대회에서 우승하였고, 이는 대만 대표팀의 첫 국제 대회 우승이다.